# Intimate and Live Tour
Intimate and Live Tour – letnia trasa koncertowa australijskiej piosenkarki Kylie Minogue z 1998. Obejmowała 19 dat w Australii i 3 w Londynie. Promowała dwa albumy artystki: Kylie Minogue i Impossible Princess.

## Program koncertów
1. „Too Far”
2. „What Do I Have To Do?”
3. „Some Kind of Bliss”
4. „Put Yourself in My Place”
5. „Breathe”
6. „Take Me With To You”
7. „I Should Be So Lucky”
8. „Dancing Queen” (cover ABBY)
9. „Dangerous Game”
10. „Cowboy Style”
11. „Step Back in Time”
12. „Say Hey”
13. „Free”
14. „Drunk”
15. „Did it Again”
16. „Limbo”
17. „Shocked”

Bisy:
1. „Confide in Me”
2. „The Loco-Motion”
3. „Should I Stay or Should I Go”
4. „Better the Devil You Know”

## Lista koncertów
- 2, 3 i 4 czerwca – Melbourne, Palais Theatre
- 6 czerwca – Brisbane, Brisbane Entertainment Centre
- 8, 9, 10 i 11 czerwca – Sydney, Capitol Centre
- 14 i 15 czerwca – Adelaide, Thebarton Theatre
- 17 i 18 czerwca – Melbourne, Palais Theatre
- 20, 21 i 22 czerwca – Sydney, Sydney State Theatre
- 29 czerwca – Canberra, Royal Theatre
- 1 lipca – Sydney, Capitol Theatre
- 3 i 4 lipca – Melbourne, Palais Theatre
- 29, 30 i 31 lipca – Londyn, Anglia – Shepherd’s Bush Empire

## Personel

### Muzycy
- Gitary: Stuart Fraser i Carl Mann
- Gitara basowa i wokal: Joe Creighton
- Perkusja: Angus Burchall
- Instrumenty perkusyjne: James Mack
- Keyboardy: Chong Lim
- Chórki: Lisa Edwards i Natalie Mirrer
- Tancerze: David Schothford i Ashley Wallen

### Personel techniczny
- Menadżer trasy: Nick Pitts
- Asystent menadżera trasy: Warren Anderson
- Drugi asystent: Natalie Stevenson
- Produkcja: Tarcoola Touring Company Ltd.
- Management: Terry Blarney Management Pty. Ltd
- Kierownik produkcji: Terry Blarney
- Producent muzyki: Steve Anderson
- Reżyser muzyki: Chong Lim
- Oświetlenie: Steven Swift
- Projektowanie strojów: William Baker i Kylie Minogue
- Włosy i fryzury: Kevin Murphy
- Garderoba: Kylie Minogue
- Choreografia: William Forsythe